# Xaviera Hollander
Xaviera Hollander, née le 15 juin 1943 à Soerabaja, dans ce qui était alors les Indes orientales néerlandaises, est une call-girl et autrice de livres pornographiques. Elle connaît son heure de gloire dans les années 1970. Ses livres sont largement autobiographiques.
Son autobiographie Happy Hooker a été perçue comme un livre progressiste sur la sexualité[réf. nécessaire]. Elle a longtemps[Quand ?] tenu une chronique dans Penthouse. 

## Filmographie sélective
- 1975 : My Pleasure Is My Business : Gabriele
- 1987 : Penthouse Love Stories : elle-même
- 1992 : Transit : Martha, la mère de Guido